# Clonaria subquadrata
Clonaria subquadrata är en insektsart som först beskrevs av Sjöstedt 1924.  Clonaria subquadrata ingår i släktet Clonaria och familjen Diapheromeridae. Inga underarter finns listade i Catalogue of Life.